# 2018日米野球
2018日米野球（英語: 2018 MLB Japan All-Star Series ）は、メジャーリーグベースボール（MLB）、MLB選手会、日本野球機構（NPB）、読売新聞社、東京新聞（中日新聞東京本社）、中日新聞社の主催により開催される、MLB選抜チームと野球日本代表（侍ジャパン）によるシリーズ戦「日米野球」の2018年大会である。

## 概要
- 2017年7月29日 - MLBはMLB選手会と合意した今後4年間の国際試合プランを発表し、2018年と2020年に日米野球が予定されていることが明らかとなった[2]。
- 2018年5月1日 - MLBが11月に「2018日米野球」を開催することを発表した[3]。
- 2018年8月20日 - 2018日米野球のチケット販売要綱、MLBオールスターズの監督、侍ジャパンの選手コーチの一部が発表された[4]。また大会前に壮行試合としてチャイニーズ・タイペイを対戦相手に「ENEOS 侍ジャパンシリーズ2018」が開催されることが発表された[5]。
- 2018年9月10日 - 2018日米野球に出場するMLBオールスターズの選手の一部が発表された[6]。
- 2018年10月10日 - 2018日米野球に出場する侍ジャパンの全選手が発表された[7]。
- 2018年10月29日 - 2018日米野球に出場するMLBオールスターズの全選手とコーチが発表された[8]。また、両チームの合意によりベンチ入り選手数が28名から29名に変更されたことにより、侍ジャパンの選手1名が追加発表された[9]。
- 2018年11月4日 - MLBオールスターズがハワイ・ホノルルのハワイ大学マノアキャンパスで調整練習[10]。
- 2018年11月6日 - MLBオールスターズが来日[11]。

## 大会規定
- 指名打者（DH）制を採用[12]
- ベンチ入り選手数[12]

29名（そのうち投手は14名以上を登録）
エキシビションゲームに出場する読売ジャイアンツには投手登録人数の規定は適用されない
- 審判：MLBより2名、NPBより2名の計4名で担当[12]
- 予告先発：実施する[12]
- リプレー検証：実施しない[12]
- 申告敬遠：実施する[12]
- 延長戦：実施しない（9回終了で引き分け）[12]
- 投手の球数制限[12]

最大80球（打席中に制限投球数に達した場合はその打席が完了するまで投球できる）
50球以上投球した場合は、次の登板まで中4日を空ける
30球以上、または2日連続で投球した場合は、次の登板まで中1日を空ける
エキシビションゲームに出場する読売ジャイアンツにはこのルールは適用されない
- 使用球[12]

MLBオールスターチームが守備時にはMLB公認球（ローリングス社製）を使用
侍ジャパンとチャイニーズタイペイが守備時にはWBSC公認球（SSK社製）を使用
読売ジャイアンツが守備時にはNPB統一球（ミズノ社製）を使用

## 賞金
- 賞金総額：1億円[12]
- 勝利チーム賞金：各試合1000万円（引き分けの場合は両チームに500万円）[12]
- 優勝チーム賞金：4000万円（対戦成績が引き分けの場合は両チームに2000万円）[12]

## 開催日程・試合結果
- 以下の情報は2018日米野球 公式ページより引用

### 侍ジャパン壮行試合（ENEOS侍ジャパンシリーズ2018）
| 日程    | 先攻                   | スコア | 後攻       | 試合開始 | 試合時間  | 観客動員 | 試合詳細 | 試合会場            |
| ------- | ---------------------- | ------ | ---------- | -------- | --------- | -------- | -------- | ------------------- |
| 11月7日 | チャイニーズ・タイペイ | 6 - 5  | 侍ジャパン | 18時16分 | 3時間05分 | 28,143人 | 詳細     | 福岡ヤフオク!ドーム |

### エキシビションゲーム
| 日程    | 先攻              | スコア | 後攻             | 試合開始 | 試合時間  | 観客動員 | 試合詳細 | 試合会場   |
| ------- | ----------------- | ------ | ---------------- | -------- | --------- | -------- | -------- | ---------- |
| 11月8日 | MLBオールスターズ | 9 - 6  | 読売ジャイアンツ | 18時05分 | 2時間54分 | 25,792人 | 詳細     | 東京ドーム |

### 日米野球
| 試合  | 日程     | 先攻              | スコア | 後攻              | 試合開始 | 試合時間  | 観客動員 | 試合詳細 | 試合会場         |
| ----- | -------- | ----------------- | ------ | ----------------- | -------- | --------- | -------- | -------- | ---------------- |
| GAME1 | 11月09日 | MLBオールスターズ | 6 - 7  | 侍ジャパン        | 18時36分 | 3時間29分 | 44,934人 | 詳細     | 東京ドーム       |
| GAME2 | 11月10日 | 侍ジャパン        | 12 - 6 | MLBオールスターズ | 18時36分 | 3時間19分 | 45,450人 | 詳細     | 東京ドーム       |
| GAME3 | 11月11日 | MLBオールスターズ | 7 - 3  | 侍ジャパン        | 19時05分 | 3時間00分 | 45,147人 | 詳細     | 東京ドーム       |
| GAME4 | 11月13日 | 侍ジャパン        | 5 - 3  | MLBオールスターズ | 18時35分 | 3時間27分 | 30,751人 | 詳細     | マツダスタジアム |
| GAME5 | 11月14日 | MLBオールスターズ | 5 - 6  | 侍ジャパン        | 19時11分 | 3時間14分 | 28,319人 | 詳細     | ナゴヤドーム     |
| GAME6 | 11月15日 | 侍ジャパン        | 4 - 1  | MLBオールスターズ | 18時10分 | 3時間07分 | 25,890人 | 詳細     | ナゴヤドーム     |

## 代表選手

### 侍ジャパン
- 2018年11月2日時点での出場予定選手[14]

| ポジション | 背番号 | 選手名       | 所属球団                     | 投                   | 打 | 備考                                   |
| ---------- | ------ | ------------ | ---------------------------- | -------------------- | -- | -------------------------------------- |
| 監督       | 80     | 稲葉篤紀     | 北海道日本ハムファイターズ   |                      |    |                                        |
| コーチ     | 88     | 金子誠       | 北海道日本ハムファイターズ   | ヘッドコーチ         |    |                                        |
| コーチ     | 81     | 建山義紀     | -                            | 投手コーチ           |    |                                        |
| コーチ     | 84     | 村田善則     | 読売ジャイアンツ             | バッテリーコーチ     |    |                                        |
| コーチ     | 82     | 井端弘和     | -                            | 内野守備・走塁コーチ |    |                                        |
| コーチ     | 87     | 清水雅治     | 阪神タイガース               | 外野守備・走塁コーチ |    |                                        |
| 投手       | 11     | 岸孝之       | 東北楽天ゴールデンイーグルス | 右                   | 右 |                                        |
| 投手       | 14     | 大瀬良大地   | 広島東洋カープ               | 右                   | 右 |                                        |
| 投手       | 15     | 上沢直之     | 北海道日本ハムファイターズ   | 右                   | 右 |                                        |
| 投手       | 16     | 東浜巨       | 福岡ソフトバンクホークス     | 右                   | 右 |                                        |
| 投手       | 17     | 岡田明丈     | 広島東洋カープ               | 右                   | 左 | 松永昂大投手辞退による追加召集         |
| 投手       | 18     | 多和田真三郎 | 埼玉西武ライオンズ           | 右                   | 右 |                                        |
| 投手       | 19     | 山﨑康晃     | 横浜DeNAベイスターズ         | 右                   | 右 |                                        |
| 投手       | 21     | 岩貞祐太     | 阪神タイガース               | 左                   | 左 | ベンチ入り選手人数の変更による追加召集 |
| 投手       | 24     | 松井裕樹     | 東北楽天ゴールデンイーグルス | 左                   | 左 |                                        |
| 投手       | 25     | 佐藤優       | 中日ドラゴンズ               | 右                   | 左 | 石山泰稚投手辞退による追加召集         |
| 投手       | 26     | 濵口遥大     | 横浜DeNAベイスターズ         | 左                   | 左 |                                        |
| 投手       | 28     | 高橋礼       | 福岡ソフトバンクホークス     | 右                   | 右 | 東克樹投手辞退による追加召集           |
| 投手       | 41     | 成田翔       | 千葉ロッテマリーンズ         | 左                   | 左 | 石川柊太投手辞退による追加召集         |
| 投手       | 47     | 笠原祥太郎   | 中日ドラゴンズ               | 左                   | 左 |                                        |
| 投手       | 53     | 高梨雄平     | 東北楽天ゴールデンイーグルス | 左                   | 左 |                                        |
| 捕手       | 10     | 森友哉       | 埼玉西武ライオンズ           | 右                   | 左 |                                        |
| 捕手       | 27     | 會澤翼       | 広島東洋カープ               | 右                   | 右 |                                        |
| 捕手       | 62     | 甲斐拓也     | 福岡ソフトバンクホークス     | 右                   | 右 |                                        |
| 内野手     | 1      | 山田哲人     | 東京ヤクルトスワローズ       | 右                   | 右 |                                        |
| 内野手     | 2      | 田中広輔     | 広島東洋カープ               | 右                   | 左 |                                        |
| 内野手     | 4      | 菊池涼介     | 広島東洋カープ               | 右                   | 右 |                                        |
| 内野手     | 5      | 外崎修汰     | 埼玉西武ライオンズ           | 右                   | 右 |                                        |
| 内野手     | 6      | 源田壮亮     | 埼玉西武ライオンズ           | 右                   | 左 |                                        |
| 内野手     | 8      | 岡本和真     | 読売ジャイアンツ             | 右                   | 右 |                                        |
| 内野手     | 33     | 山川穂高     | 埼玉西武ライオンズ           | 右                   | 右 |                                        |
| 外野手     | 7      | 田中和基     | 東北楽天ゴールデンイーグルス | 右                   | 両 |                                        |
| 外野手     | 22     | 柳田悠岐     | 福岡ソフトバンクホークス     | 右                   | 左 |                                        |
| 外野手     | 51     | 上林誠知     | 福岡ソフトバンクホークス     | 右                   | 左 | 筒香嘉智選手辞退による追加召集         |
| 外野手     | 55     | 秋山翔吾     | 埼玉西武ライオンズ           | 右                   | 左 |                                        |

#### 選出されたが辞退した選手
| ポジション | 背番号 | 氏名     | 所属球団                 | 投 | 打 | 備考                                         |
| ---------- | ------ | -------- | ------------------------ | -- | -- | -------------------------------------------- |
| 投手       | -      | 菅野智之 | 読売ジャイアンツ         | 右 | 右 | コンディションを考慮したため（扁桃腺の手術） |
| 投手       | 12     | 石山泰稚 | 東京ヤクルトスワローズ   | 右 | 右 | 右ひざの炎症のため                           |
| 投手       | 17     | 松永昂大 | 千葉ロッテマリーンズ     | 左 | 左 | 左肩のコンディション不良（違和感）のため     |
| 投手       | 21     | 東克樹   | 横浜DeNAベイスターズ     | 左 | 左 | 左ひじの炎症のため                           |
| 投手       | 29     | 石川柊太 | 福岡ソフトバンクホークス | 右 | 右 | 右ひじ痛のため                               |
| 外野手     | 25     | 筒香嘉智 | 横浜DeNAベイスターズ     | 右 | 左 | 左外果骨挫傷のため                           |

### MLBオールスターズ
- 選手名の日本語表記は2018日米野球 公式ページに準拠
- 2018年10月29日時点での出場予定選手[8]

| ポジション | 背番号 | 選手名                   | 英語表記          | 所属球団                       | 投             | 打 | 備考 |
| ---------- | ------ | ------------------------ | ----------------- | ------------------------------ | -------------- | -- | ---- |
| 監督       | 8      | ドン・マッティングリー   | Don Mattingly     | マイアミ・マーリンズ           |                |    |      |
| コーチ     | 56     | ブレント・ストロム       | Brent Strom       | ヒューストン・アストロズ       | 投手コーチ     |    |      |
| コーチ     | 11     | エドガー・マルティネス   | Edgar Martínez    | シアトル・マリナーズ           | 打撃コーチ     |    |      |
| コーチ     | 31     | ヘンスリー・ミューレンス | Hensley Meulens   | サンフランシスコ・ジャイアンツ | ベンチコーチ   |    |      |
| コーチ     | 35     | ヘンリー・ブランコ       | Henry Blanco      | ワシントン・ナショナルズ       | ブルペンコーチ |    |      |
| コーチ     | 33     | フレディ・ゴンザレス     | Fredi González    | マイアミ・マーリンズ           | ベースコーチ   |    |      |
| コーチ     | 55     | 松井秀喜                 | Hideki Matsui     | ニューヨーク・ヤンキース       | ベースコーチ   |    |      |
| 投手       | 35     | マット・アンドリース     | Matt Andriese     | アリゾナ・ダイヤモンドバックス | 右             | 右 |      |
| 投手       | 58     | スコット・バーロー       | Scott Barlow      | カンザスシティ・ロイヤルズ     | 右             | 右 |      |
| 投手       | 60     | ジョン・ブレビア         | John Brebbia      | セントルイス・カージナルス     | 右             | 左 |      |
| 投手       | 41     | ジュニオル・ゲラ         | Junior Guerra     | ミルウォーキー・ブルワーズ     | 右             | 右 |      |
| 投手       | 61     | ブライアン・ジョンソン   | Brian Johnson     | ボストン・レッドソックス       | 左             | 左 |      |
| 投手       | 18     | 前田健太                 | Kenta Maeda       | ロサンゼルス・ドジャース       | 右             | 右 |      |
| 投手       | 31     | クリス・マーティン       | Chris Martin      | テキサス・レンジャーズ         | 右             | 右 |      |
| 投手       | 31     | コリン・マキュー         | Collin McHugh     | ヒューストン・アストロズ       | 右             | 右 |      |
| 投手       | 44     | ダニエル・ノリス         | Daniel Norris     | デトロイト・タイガース         | 左             | 左 |      |
| 投手       | 38     | ビダル・ヌーニョ         | Vidal Nuno        | フリーエージェント             | 左             | 左 |      |
| 投手       | 61     | ダン・オテロ             | Dan Otero         | クリーブランド・インディアンス | 右             | 右 |      |
| 投手       | 36     | ユスメイロ・ペティット   | Yusmeiro Petit    | オークランド・アスレチックス   | 右             | 右 |      |
| 投手       | 31     | エラスモ・ラミレス       | Erasmo Ramírez    | フリーエージェント             | 右             | 右 |      |
| 投手       | 76     | ヘクター・ベラスケス     | Héctor Velázquez  | ボストン・レッドソックス       | 右             | 右 |      |
| 投手       | 39     | キルビー・イエーツ       | Kirby Yates       | サンディエゴ・パドレス         | 右             | 左 |      |
| 捕手       | 61     | ロビンソン・チリーノス   | Robinson Chirinos | フリーエージェント             | 右             | 右 |      |
| 捕手       | 4      | ヤディエル・モリーナ     | Yadier Molina     | セントルイス・カージナルス     | 右             | 右 |      |
| 捕手       | 11     | J・T・リアルミュート     | J. T. Realmuto    | マイアミ・マーリンズ           | 右             | 右 |      |
| 内野手     | 15     | ホイット・メリフィールド | Whit Merrifield   | カンザスシティ・ロイヤルズ     | 右             | 右 |      |
| 内野手     | 1      | アメド・ロサリオ         | Amed Rosario      | ニューヨーク・メッツ           | 右             | 右 |      |
| 内野手     | 41     | カルロス・サンタナ       | Carlos Santana    | フィラデルフィア・フィリーズ   | 右             | 両 |      |
| 内野手     | 7      | エイウヘニオ・スアレス   | Eugenio Suárez    | シンシナティ・レッズ           | 右             | 右 |      |
| 内野手     | 3      | クリス・テーラー         | Chris Taylor      | ロサンゼルス・ドジャース       | 右             | 右 |      |
| 外野手     | 13     | ロナルド・アクーニャJr.  | Ronald Acuña Jr.  | アトランタ・ブレーブス         | 右             | 右 |      |
| 外野手     | 17     | ミッチ・ハニガー         | Mitch Haniger     | シアトル・マリナーズ           | 右             | 右 |      |
| 外野手     | 14     | エンリケ・ヘルナンデス   | Enrique Hernández | ロサンゼルス・ドジャース       | 右             | 右 |      |
| 外野手     | 17     | リース・ホスキンス       | Rhys Hoskins      | フィラデルフィア・フィリーズ   | 右             | 右 |      |
| 外野手     | 11     | ケビン・ピラー           | Kevin Pillar      | トロント・ブルージェイズ       | 右             | 右 |      |
| 外野手     | 22     | フアン・ソト             | Juan Soto         | ワシントン・ナショナルズ       | 左             | 左 |      |

#### 選出されたが辞退した選手
| ポジション | 背番号 | 氏名                   | 英語表記         | 所属球団                   | 投 | 打 | 備考                         |
| ---------- | ------ | ---------------------- | ---------------- | -------------------------- | -- | -- | ---------------------------- |
| 外野手     | 22     | クリスチャン・イエリチ | Christian Yelich | ミルウォーキー・ブルワーズ | 右 | 左 | コンディションを考慮したため |

### 侍ジャパン壮行試合・エキシビションゲーム

#### チャイニーズ・タイペイ
- 2018年11月5日時点での出場予定選手[26]

| ポジション | 背番号 | 選手名 | 日本語表記               | 所属球団           | 投 | 打 | 備考                         |
| ---------- | ------ | ------ | ------------------------ | ------------------ | -- | -- | ---------------------------- |
| 監督       | 53     | 黃甘霖 | ホァン・ガン リン        | 統一ライオンズ     |    |    |                              |
| コーチ     | 76     | 林明憲 | リン・ミンシェン         | 中信ブラザーズ     |    |    |                              |
| コーチ     | 75     | 莊景賀 | ジュワーン・ジーンホーァ | 統一ライオンズ     |    |    |                              |
| コーチ     | 81     | 鄭博壬 | ジェン・ブォレン         | 統一ライオンズ     |    |    |                              |
| コーチ     | 34     | 林正豐 | リン・ジュョンフォン     | 富邦ガーディアンズ |    |    |                              |
| コーチ     | 22     | 劉家豪 | リュウ・ジャーハオ       | Lamigoモンキーズ   |    |    |                              |
| コーチ     | 92     | 劉育辰 | リュウ・ユイチェン       | 統一ライオンズ     |    |    |                              |
| 投手       | 12     | 陳韻文 | チェン・ユンウェン       | 統一ライオンズ     | 右 | 右 |                              |
| 投手       | 15     | 朱俊祥 | ジュウ・ジュンシアーン   | Lamigoモンキーズ   | 右 | 左 | 頼鴻誠投手辞退による追加招集 |
| 投手       | 16     | 江辰晏 | ジィァン・チェンイェン   | 統一ライオンズ     | 左 | 左 |                              |
| 投手       | 17     | 林子崴 | リン・ヅゥウェイ         | 統一ライオンズ     | 左 | 左 |                              |
| 投手       | 19     | 鄭凱文 | ジェン・カイウン         | 中信ブラザーズ     | 右 | 右 |                              |
| 投手       | 21     | 陳禹勳 | チェン・ユーシュン       | Lamigoモンキーズ   | 右 | 右 |                              |
| 投手       | 37     | 邱浩鈞 | チゥ・ハォジュン         | 統一ライオンズ     | 右 | 右 |                              |
| 投手       | 45     | 施子謙 | シー・ヅゥチェン         | 統一ライオンズ     | 右 | 右 |                              |
| 投手       | 69     | 黃子鵬 | ホァン・ヅゥポン         | Lamigoモンキーズ   | 右 | 左 |                              |
| 投手       | 77     | 吳丞哲 | ウー・チェンジェー       | Lamigoモンキーズ   | 右 | 右 | 林哲瑄選手辞退による追加招集 |
| 捕手       | 11     | 林泓育 | リン・ホーンユイ         | Lamigoモンキーズ   | 右 | 右 |                              |
| 捕手       | 26     | 黃鈞聲 | ホァン・ジュンシォン     | 中信ブラザーズ     | 右 | 右 |                              |
| 捕手       | 31     | 林祐楽 | リン・ヨウラ             | 統一ライオンズ     | 右 | 右 | 林祐楽選手辞退による追加招集 |
| 内野手     | 5      | 郭阜林 | グォ・フリン             | 統一ライオンズ     | 右 | 右 | 呉桀睿選手辞退による追加招集 |
| 内野手     | 7      | 郭永維 | グォ・ヨンウェイ         | Lamigoモンキーズ   | 右 | 右 |                              |
| 内野手     | 9      | 王威晨 | ワン・ウェイチェン       | 中信ブラザーズ     | 右 | 左 |                              |
| 内野手     | 14     | 王勝偉 | ワン・シュヨンウェイ     | 中信ブラザーズ     | 右 | 右 |                              |
| 内野手     | 29     | 陳俊秀 | チェン・ジュンシゥ       | Lamigoモンキーズ   | 右 | 右 |                              |
| 内野手     | 36     | 余德龍 | ユイ・ドーァローン       | Lamigoモンキーズ   | 右 | 右 |                              |
| 内野手     | 51     | 于孟馗 | ユウ・メンークェ         | 富邦ガーディアンズ | 右 | 左 | 追加招集                     |
| 内野手     | 85     | 朱育賢 | ジュウ・ユィシェン       | Lamigoモンキーズ   | 左 | 左 |                              |
| 外野手     | 10     | 陳子豪 | チェン・ヅゥハオ         | 中信ブラザーズ     | 左 | 左 |                              |
| 外野手     | 24     | 陳傑憲 | チェン・ジェシェン       | 統一ライオンズ     | 右 | 左 |                              |
| 外野手     | 55     | 潘武雄 | パン・ウーシィォン       | 統一ライオンズ     | 左 | 左 |                              |
| 外野手     | 88     | 藍寅倫 | ラン・インルン           | Lamigoモンキーズ   | 右 | 左 |                              |

##### 選出されたが辞退した選手
| ポジション | 背番号 | 氏名   | 日本語表記         | 所属球団           | 投 | 打 | 備考 |
| ---------- | ------ | ------ | ------------------ | ------------------ | -- | -- | ---- |
| 投手       | 48     | 賴鴻誠 | ライ・ホンチォン   | 富邦ガーディアンズ | 左 | 左 |      |
| 捕手       | 65     | 陳重羽 | チェン・チョンユー | 統一ライオンズ     | 右 | 右 |      |
| 内野手     | 62     | 吳桀睿 | ウー・ジェルェイ   | 統一ライオンズ     | 右 | 右 |      |
| 外野手     | 1      | 林哲瑄 | リン・ジェシュエン | 富邦ガーディアンズ | 右 | 右 |      |

#### 読売ジャイアンツ
- 2018年11月6日時点での出場予定選手[27][28]

| ポジション | 背番号 | 選手名     | 投                       | 打 | 備考 |
| ---------- | ------ | ---------- | ------------------------ | -- | ---- |
| 監督       | 83     | 原辰徳     |                          |    |      |
| コーチ     | 87     | 吉村禎章   | 一軍打撃総合コーチ       |    |      |
| コーチ     | 81     | 宮本和知   | 一軍投手総合コーチ       |    |      |
| コーチ     | 71     | 水野雄仁   | 一軍投手コーチ           |    |      |
| コーチ     | 77     | 元木大介   | 一軍内野守備兼打撃コーチ |    |      |
| コーチ     | 79     | 相川亮二   | 一軍バッテリーコーチ     |    |      |
| コーチ     | 91     | 穴吹育大   | 一軍トレーニングコーチ   |    |      |
| コーチ     | 74     | 金城龍彦   | ファーム打撃コーチ       |    |      |
| 投手       | 29     | 鍬原拓也   | 右                       | 右 |      |
| 投手       | 30     | 宮國椋丞   | 右                       | 右 |      |
| 投手       | 36     | 桜井俊貴   | 右                       | 右 |      |
| 投手       | 50     | 戸根千明   | 左                       | 左 |      |
| 投手       | 53     | 高田萌生   | 右                       | 右 |      |
| 投手       | 57     | 高木京介   | 左                       | 左 |      |
| 投手       | 64     | 大江竜聖   | 左                       | 左 |      |
| 投手       | 90     | 田口麗斗   | 左                       | 左 |      |
| 捕手       | 22     | 小林誠司   | 右                       | 右 |      |
| 捕手       | 27     | 宇佐見真吾 | 右                       | 左 |      |
| 捕手       | 38     | 岸田行倫   | 右                       | 右 |      |
| 捕手       | 46     | 大城卓三   | 右                       | 左 |      |
| 内野手     | 0      | 吉川尚輝   | 右                       | 左 |      |
| 内野手     | 6      | 坂本勇人   | 右                       | 右 |      |
| 内野手     | 10     | 阿部慎之助 | 右                       | 左 |      |
| 内野手     | 52     | 北村拓己   | 右                       | 右 |      |
| 内野手     | 56     | 山本泰寛   | 右                       | 右 |      |
| 内野手     | 60     | 若林晃弘   | 右                       | 両 |      |
| 内野手     | 63     | 田中俊太   | 右                       | 左 |      |
| 内野手     | 68     | 吉川大幾   | 右                       | 右 |      |
| 内野手     | 98     | 増田大輝   | 右                       | 右 |      |
| 外野手     | 2      | 陽岱鋼     | 右                       | 右 |      |
| 外野手     | 7      | 長野久義   | 右                       | 右 |      |
| 外野手     | 9      | 亀井善行   | 右                       | 左 |      |
| 外野手     | 43     | 重信慎之介 | 右                       | 左 |      |
| 外野手     | 49     | 石川慎吾   | 右                       | 右 |      |
| 外野手     | 58     | 立岡宗一郎 | 右                       | 左 |      |
| 外野手     | 59     | 松原聖弥   | 右                       | 左 |      |
| 外野手     | 67     | 和田恋     | 右                       | 右 |      |

## 日本におけるテレビ放送
（注）以下日本時間であり、放送予定に準じて記載。
侍ジャパン壮行試合（11月7日）
- テレビ朝日系列（地上波）
  - 放送時間…19:00 - 20:54
- BS朝日
  - 放送時間…18:00 - 19:00（トップ中継）、20:54 - 21:30（リレー中継、30分延長）

エキシビジョンゲーム（11月8日）
- 日本テレビ系列（地上波）
  - 放送時間…19:00 - 20:54[29]
- BS日テレ
  - 放送時間…18:00 - 19:00（トップ中継）、20:52 - 21:09（リレー中継、マルチ編成を実施し、142ch〈サブチャンネル〉で放送）
- 日テレジータス（有料CS）
  - 放送時間…17:45 - 21:10

日米野球第1戦（11月9日）
- 日本テレビ系列（地上波）
  - 放送時間…18:30 - 20:54
- BS日テレ
  - 放送時間…20:52 - 22:15（リレー中継、マルチ編成を実施し、142ch〈サブチャンネル〉で放送）
- 日テレジータス（有料CS）
  - 放送時間…18:15 - 22:15

日米野球第2戦（11月10日）
- テレビ朝日系列（地上波）
  - 放送時間…18:30 - 20:54[30]
- BS朝日
  - 放送時間…20:54 - 22:10（リレー中継、70分延長）

日米野球第3戦（11月11日）
- フジテレビ系列（地上波）
  - 放送時間…19:00 - 21:54（試合終了まで延長あり）[31]

日米野球第4戦（11月13日）
- 日本テレビ系列（地上波）
  - 放送時間…18:30 - 20:54
- BS日テレ
  - 放送時間…20:52 - 試合終了まで（リレー中継、マルチ編成を実施し、142ch〈サブチャンネル〉で放送）
- 日テレジータス（有料CS）
  - 放送時間…18:15 - 22:30（試合終了まで放送）

日米野球第5戦（11月14日）
- TBS系列（地上波）
  - 放送時間…19:00 - 21:57[32]
- BS-TBS
  - 放送時間…21:57 - 22:00（リレー中継、最大延長23:00まで）[33]

日米野球第6戦（11月15日）
- BS-TBS
  - 放送時間…18:00 - 20:54（最大延長22:18まで）

## 日本におけるインターネット配信
（注）以下日本時間であり、配信予定に準じて記載。
侍ジャパン壮行試合（11月7日）
- 実施なし

エキシビジョンゲーム（11月8日）
- ジャイアンツLIVEストリーム / Hulu（いずれも有料配信）
  - 配信時間…17:45 - 22:00（試合終了まで配信）

日米野球第1戦（11月9日）
- Hulu（有料配信）
  - 配信時間…18:15 - 22:00（試合終了まで配信）

日米野球第2戦（11月10日）
- 実施なし

日米野球第3戦（11月11日）
- 実施なし

日米野球第4戦（11月13日）
- Hulu（有料配信）
  - 配信時間…18:15 - 22:00（試合終了まで配信）

日米野球第5戦（11月14日）
- Paravi（有料配信）
  - 配信時間…19:00 - 試合終了まで

日米野球第6戦（11月15日）
- Paravi（有料配信）
  - 配信時間…18:00 - 試合終了まで

## 主催・スポンサー
2018日米野球
- 主催：MLB、MLB選手会、NPB、読売新聞社
- 会場主催：東京新聞（東京開催）、中日新聞社（広島・名古屋開催）
- 協賛：イオンカード、Yahoo! JAPAN、スポーツナビ、アシックス、日本通運、ガンホー・オンライン・エンターテイメント、アサヒビール
- 公式プレイガイド：ローソンチケット
- 協力：JTB

ENEOS 侍ジャパンシリーズ2018
- 主催：NPB、NPBエンタープライズ
- 特別協賛：JXTGエネルギー株式会社
- 協力：中華職業棒球大連盟（CPBL）
- 後援：西日本新聞社、読売新聞社